# Nekropole von Montessu

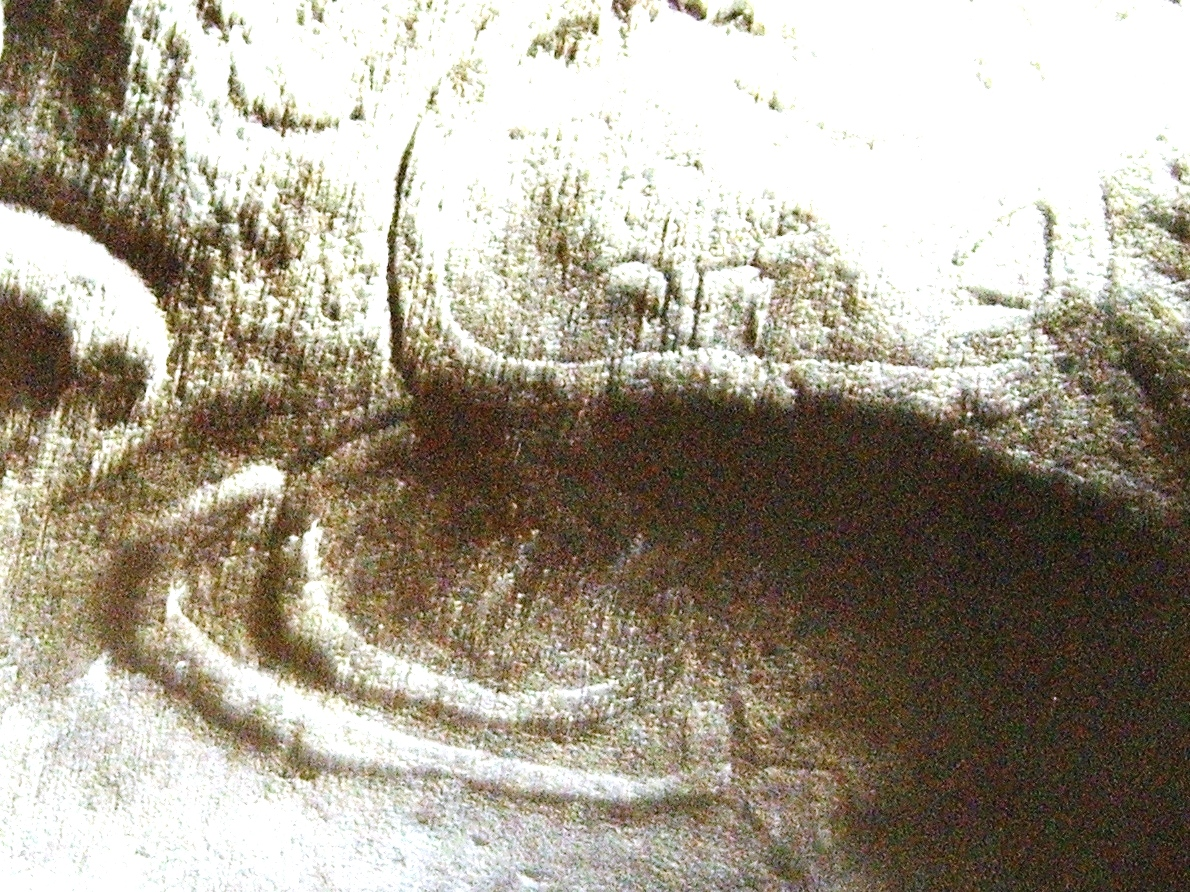
Die Stiergehörne

Die Nekropole von Montessu, deren Name vom Berg Monte Essu abgeleitet ist, ist eine gut erschlossene Ansammlung von etwa 40 Domus de Janas in der Provinz Sulcis Iglesiente auf Sardinien. Sie erstreckt sich über einen Kilometer in einem weiten Talkessel im Hinterland von Villaperuccio im Südwesten der Provinz Sud Sardegna. Das Gelände ist als „Parco Archeologico di Montessu“ geschützt.
Das Dorf der Träger der Ozieri-Kultur (4000–3200 v. Chr.), die für die Erbauer und Erstnutzer der kupferzeitlichen Felsengräber gehalten werden, wurde in der Ebene entdeckt. In der Folgezeit wurden die Anlagen, wie die Ausgrabungen zeigen, von den Kulturen von Abealzu-Filigosa, der Monte-Claro-Kultur, der Glockenbecherkultur und der Bonnanaro-Kultur in chronologischer Folge genutzt und ggf. ausgebaut.
Die glatten Frontseiten der Nekropole sind aus dem Fels gehauen und gegenüber den kleinen Zugängen und einigen fensterartigen Öffnungen riesenhaft. Die fast immer mit Vorräumen oder Dromoi versehenen Anlagen sind ein- oder doppelzellig. Eckige Formen von Zugängen und Räumen wechseln mit ovalen und gekurvten Grundrissen, die auf das Sulki beschränkt sind. Einige der in dem weiten, vom Rio Palmas durchflossenen Talkessel liegenden Anlagen haben symbolisch-dekorative Bemalungen und die typischen eindrucksvollen Verzierungen aus geometrischen Motiven Scheintüren und konzentrischen Kreisen und Stiergehörnen. In manchen der heute oben offenen Kammern sammelt sich das Regenwasser.

Nekropole von Montessu
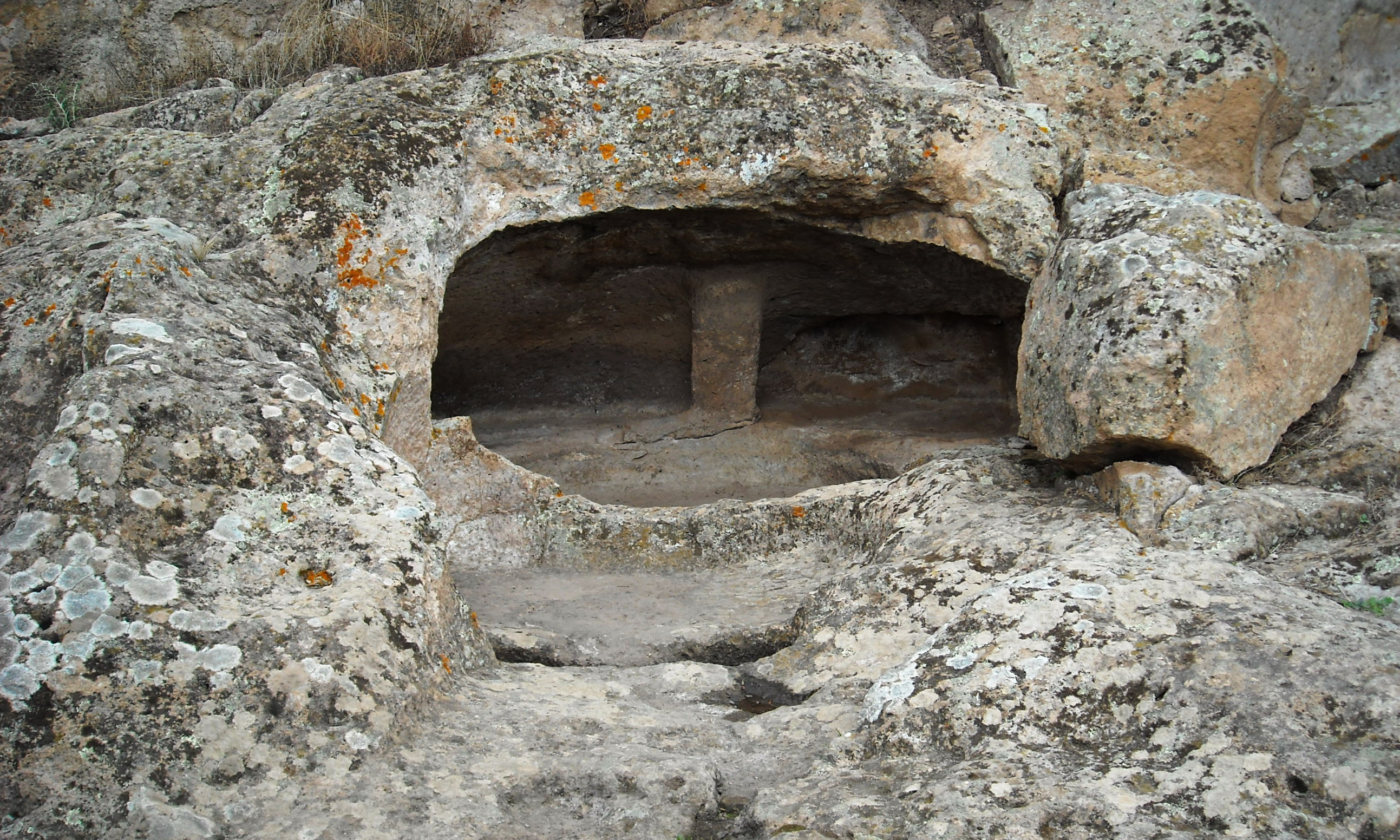
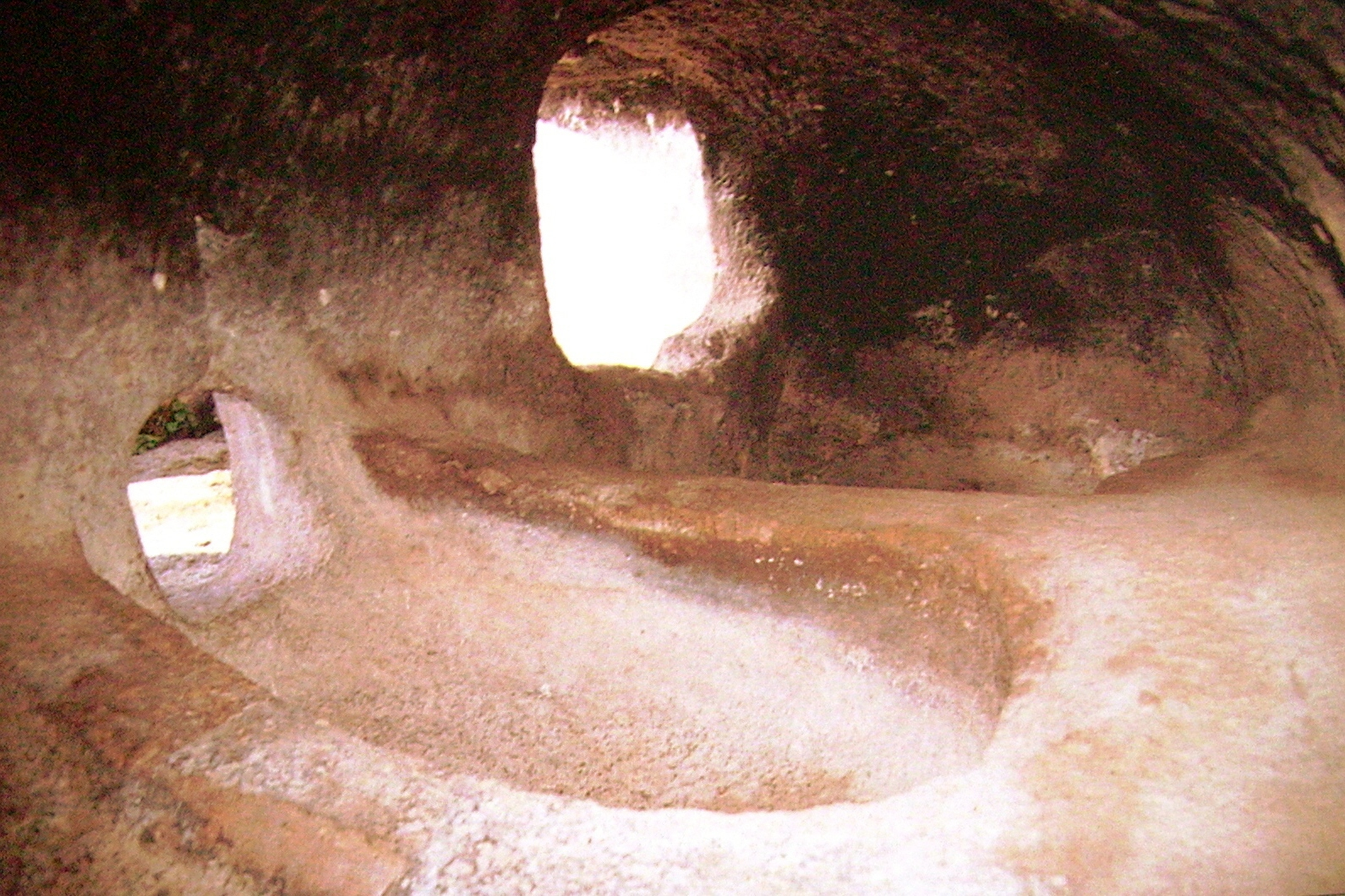
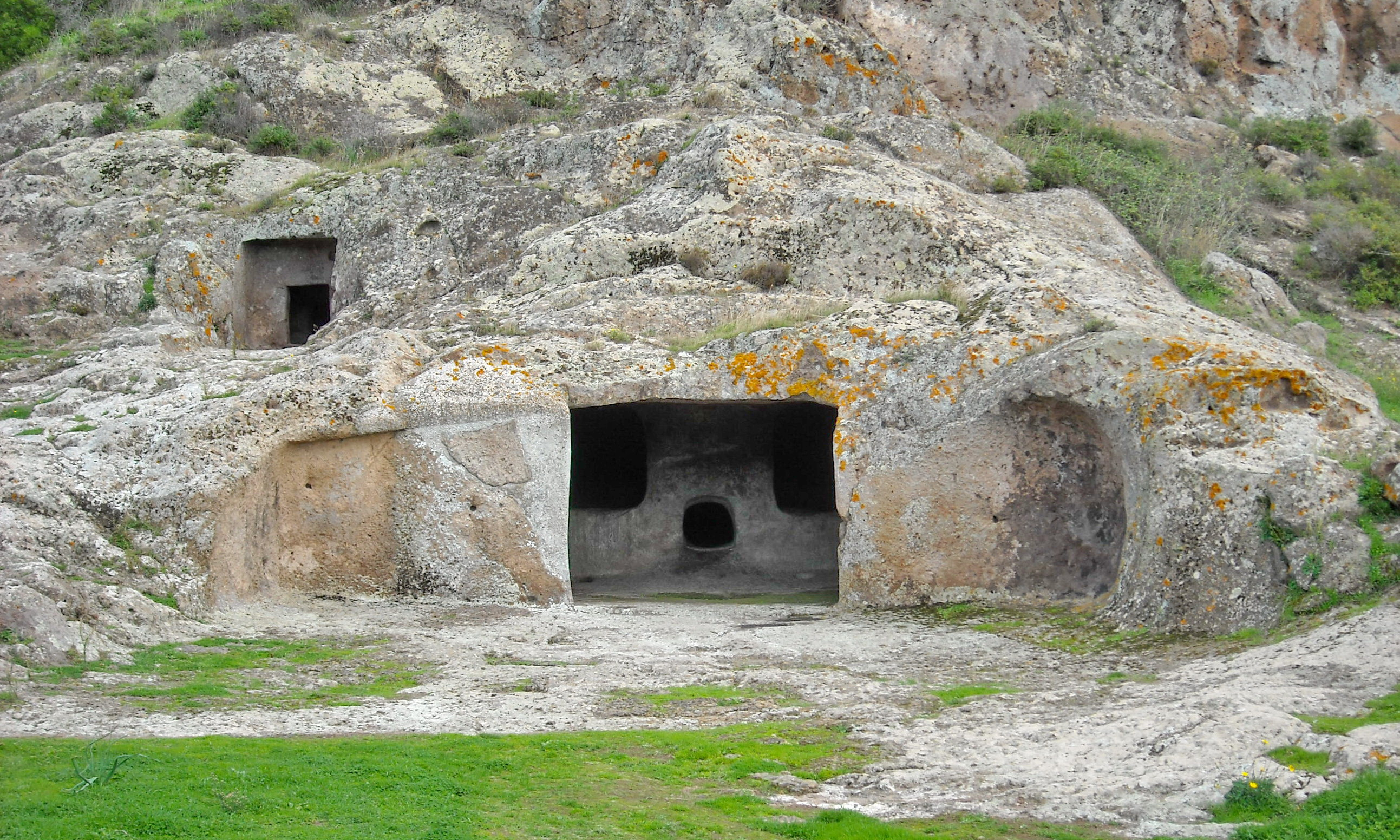
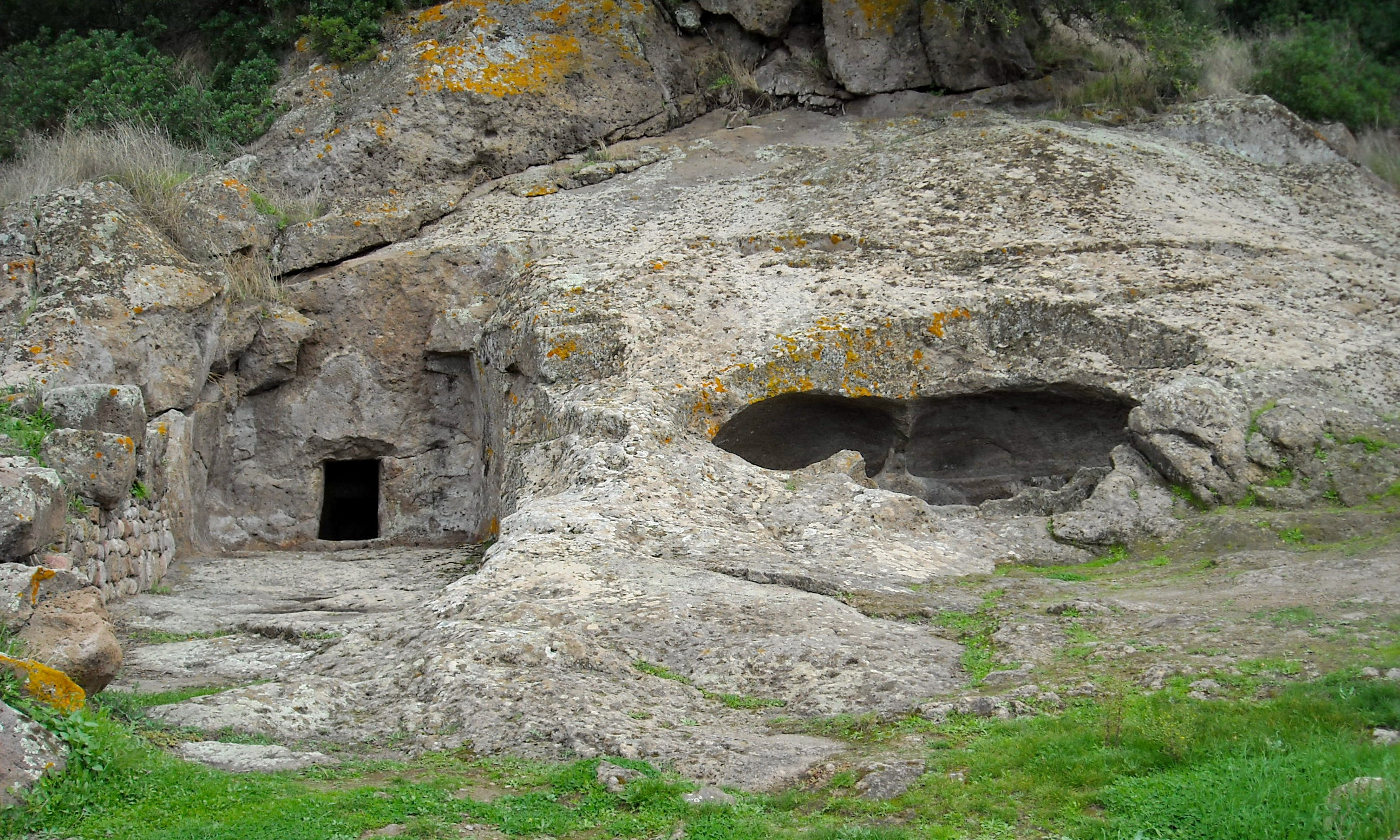
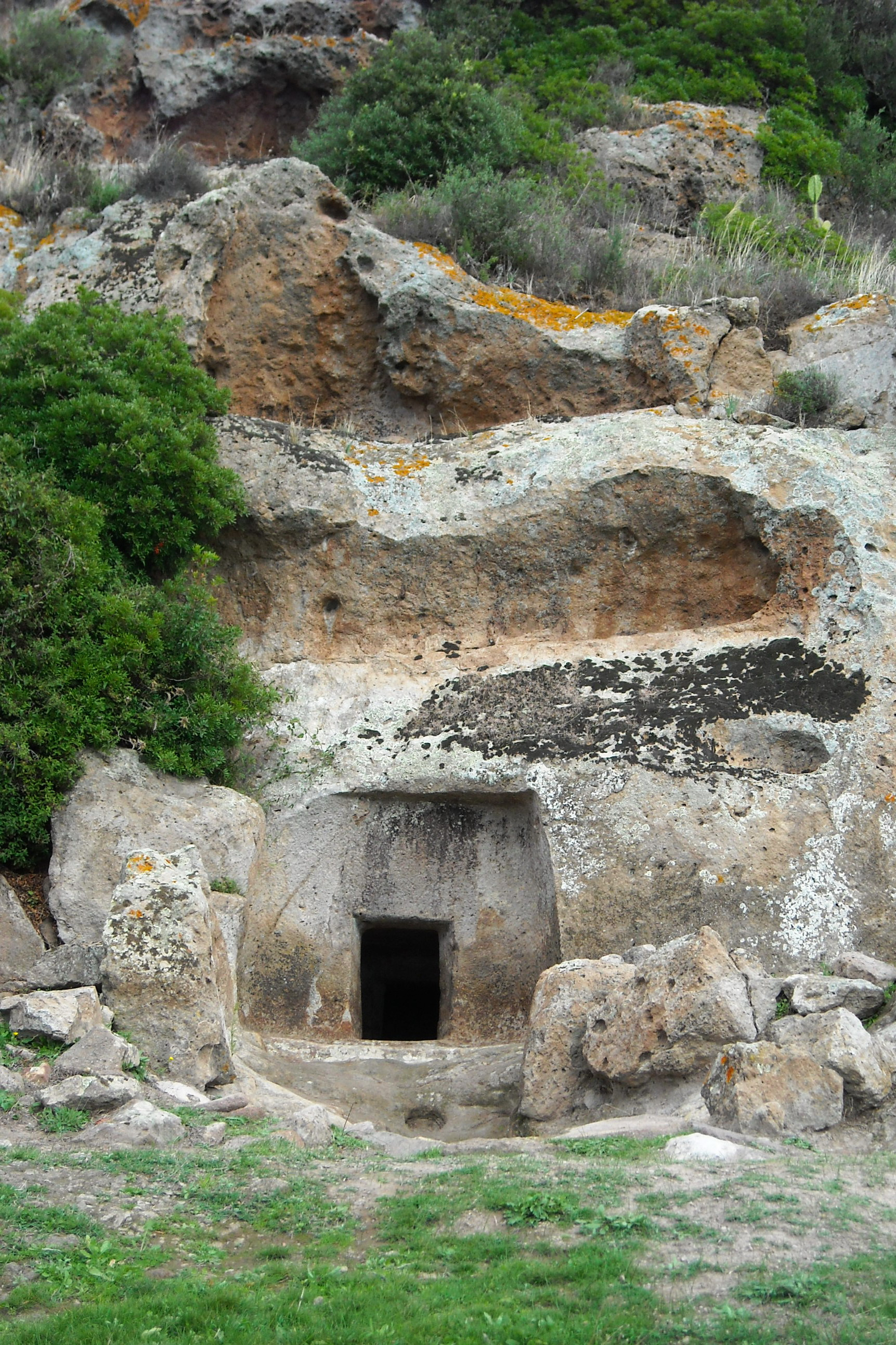
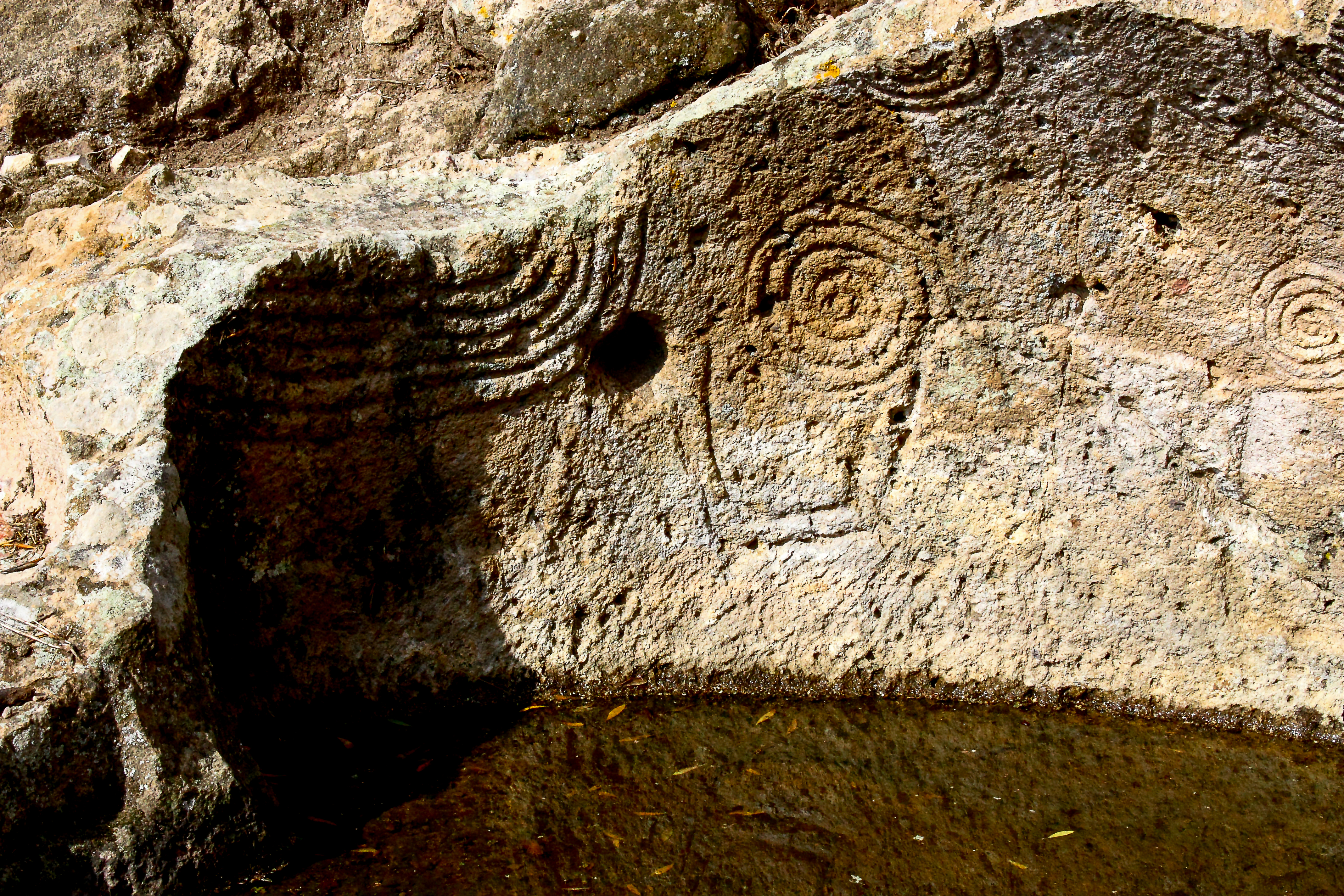
Tomba delle spirali
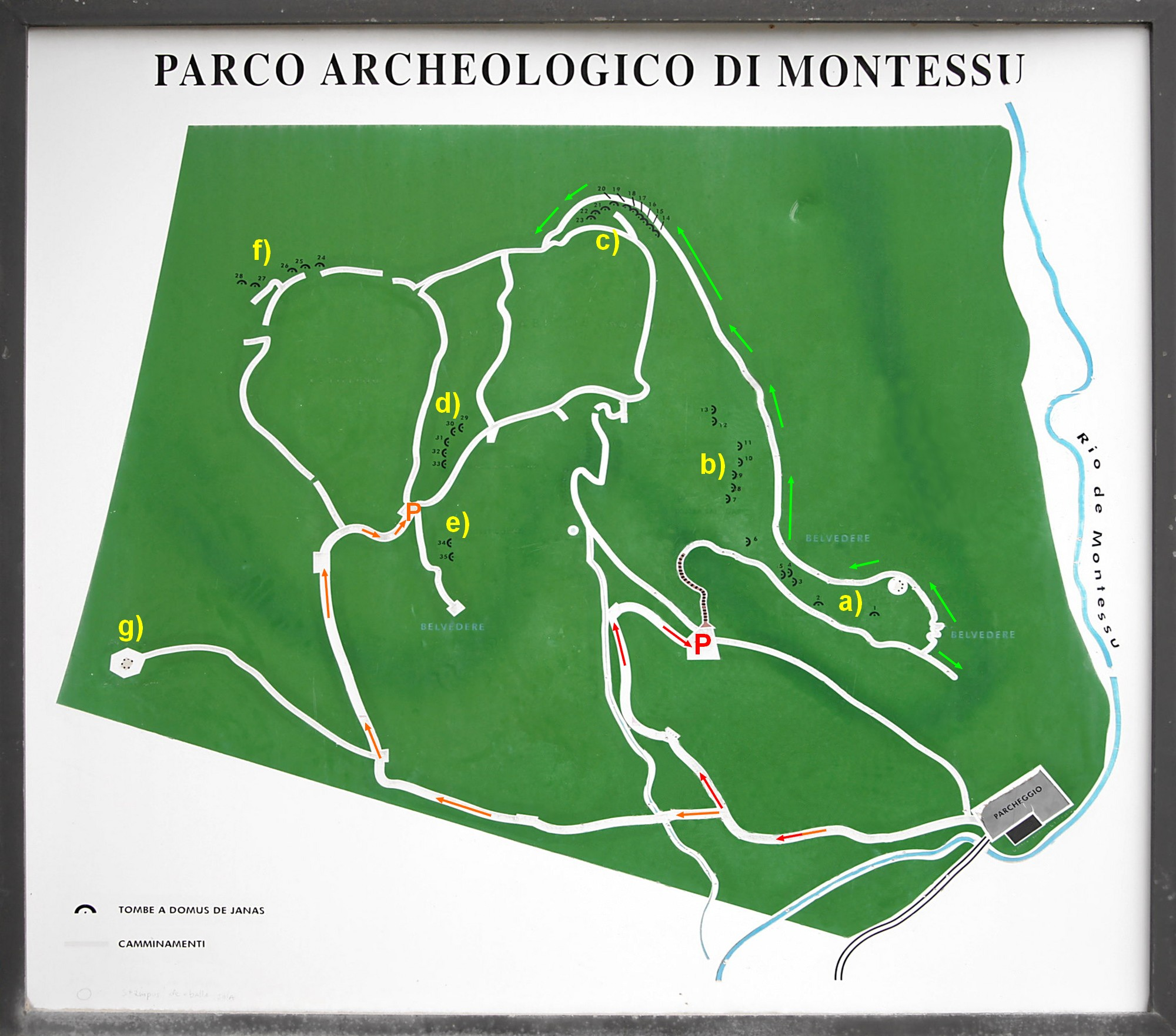
Nekropole von Montessu
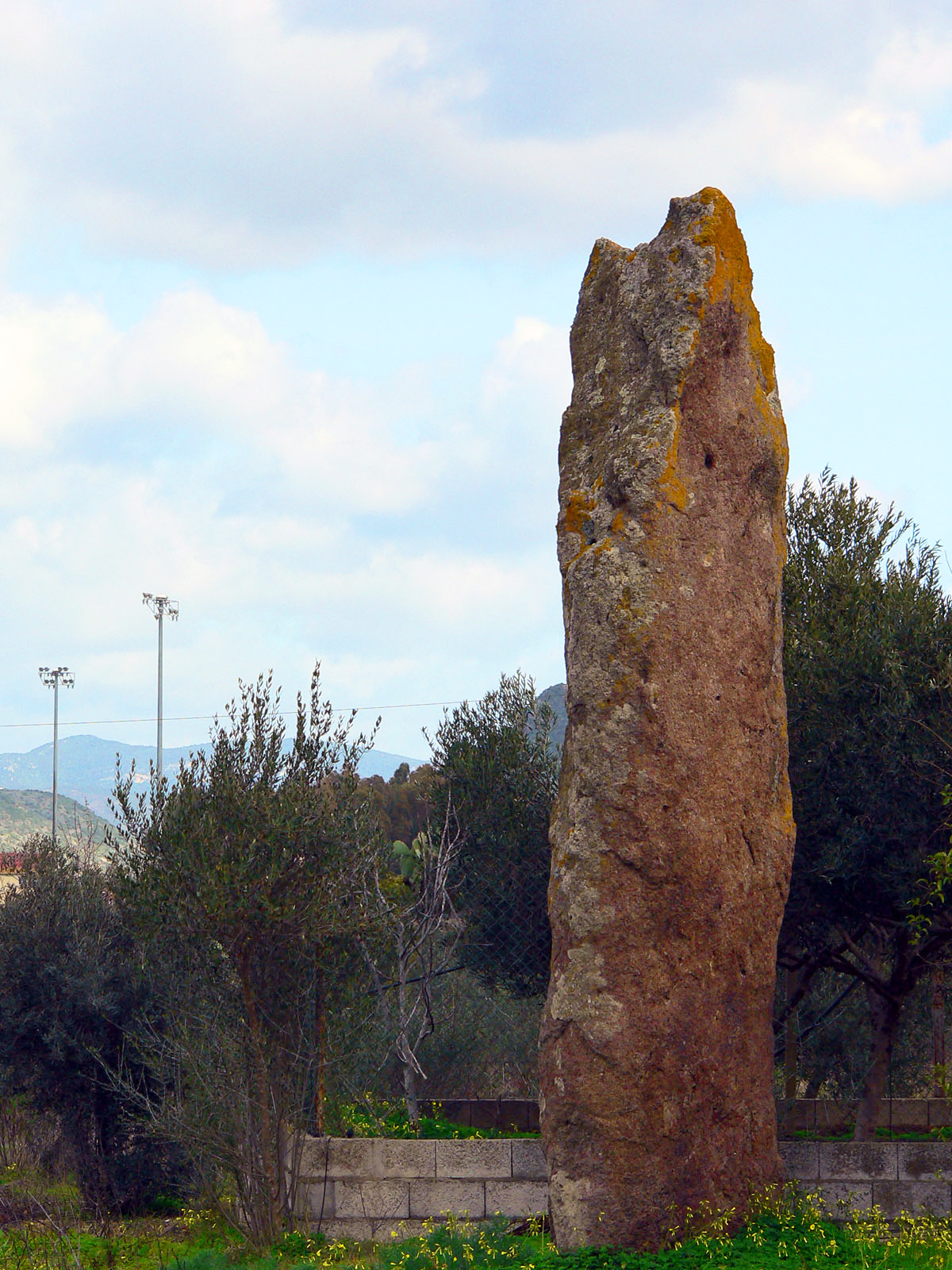
Luxia Arrabiosa der größte Menhir Sardiniens

Abgrenzende Temenoi und kleinere Menhire sowie Baityloi sind vertreten und beim nahen Dörfchen Terrazzu steht die Luxia Arrabiosa, der über fünf Meter hohe, zweitgrößte Menhir der Insel Sardinien. Die Funde aus Montessu zeigt das Museum in Santadi.
In der Nähe liegt die Tropfsteinhöhle Grotte Is Zuddas und die punische Nekropole Pani Loriga.